# Los Cuervos (organización estudiantil)
Los Cuervos conforman un movimiento estudiantil internacional que se reconoce plenamente en las ideas y en la doctrina del Nuevo Humanismo, poniendo al ser humano como valor y preocupación central, rechazando cualquier forma de lucha que implique el uso de la violencia.

## Breve historia
Los Cuervos nacen en Roma en 1997, en la facultad de Lettere e Filosofía de La Sapienza, desarrollándose en las universidades de diversos países del mundo, gracias a Internet, movilizaciones y recolecciones de adhesiones.

## Las actividades
Las actividades llevadas a cabo en los diversos países donde este movimiento se ha desarrollado consisten en la producción de publicaciones en diversos formatos, como por ejemplo periódicos estudiantiles, sitios web, programas radiofónicos, seminarios y conferencias didácticos, manifestaciones y teatro callejero, elaboración del Estatuto del Estudiante, encuentros de estudio e intercambio de experiencias personales sobre la comunicación y la no violencia activa, desarrollo de un comité europeo estudiantil, y la participación a las campañas mundiales por el desarme nuclear total y global.